# Grafische Sammlung der Moritzburg (Halle)

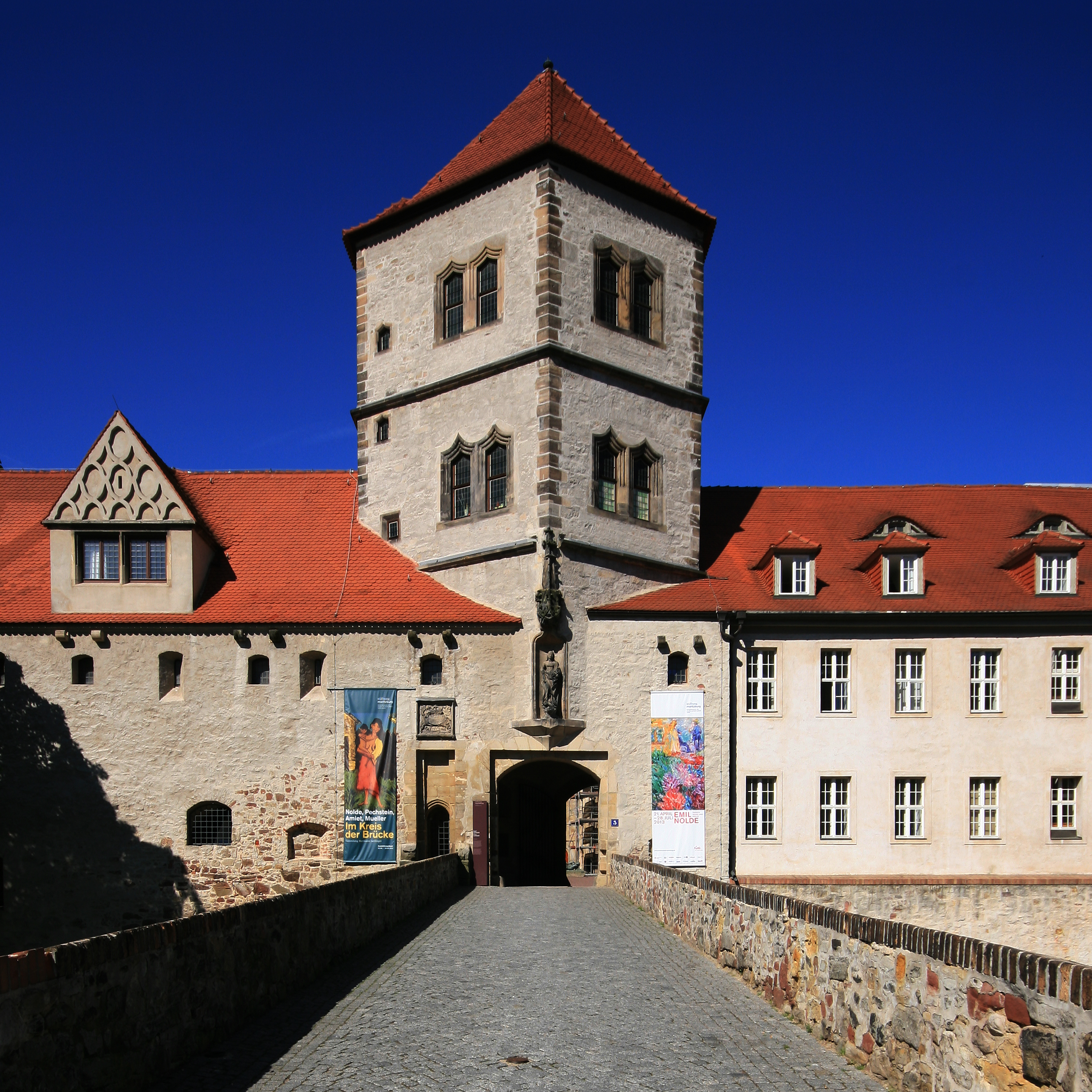
Moritzburg, Burgtor als Hauptzugang

Im Mittelpunkt der Sammlung des Grafischen Kabinetts des Kunstmuseums Moritzburg Halle (Saale), das ca. 37.000 Werke aus der Zeit vom 15. bis zum 21. Jahrhundert aufbewahrt, steht die deutsche Grafik des 20. Jahrhunderts mit expressionistischer und konstruktivistischer Kunst. Herausragende Einzelblätter und einzigartige Konvolute, die häufig auch regionale Bezüge erkennen lassen, ergänzen die Sammlung um bemerkenswerte Arbeiten. Die Grafische Sammlung in der Moritzburg ist räumlich vom Ausstellungsbereich getrennt und somit für Besucher nicht zugänglich.

## Geschichte

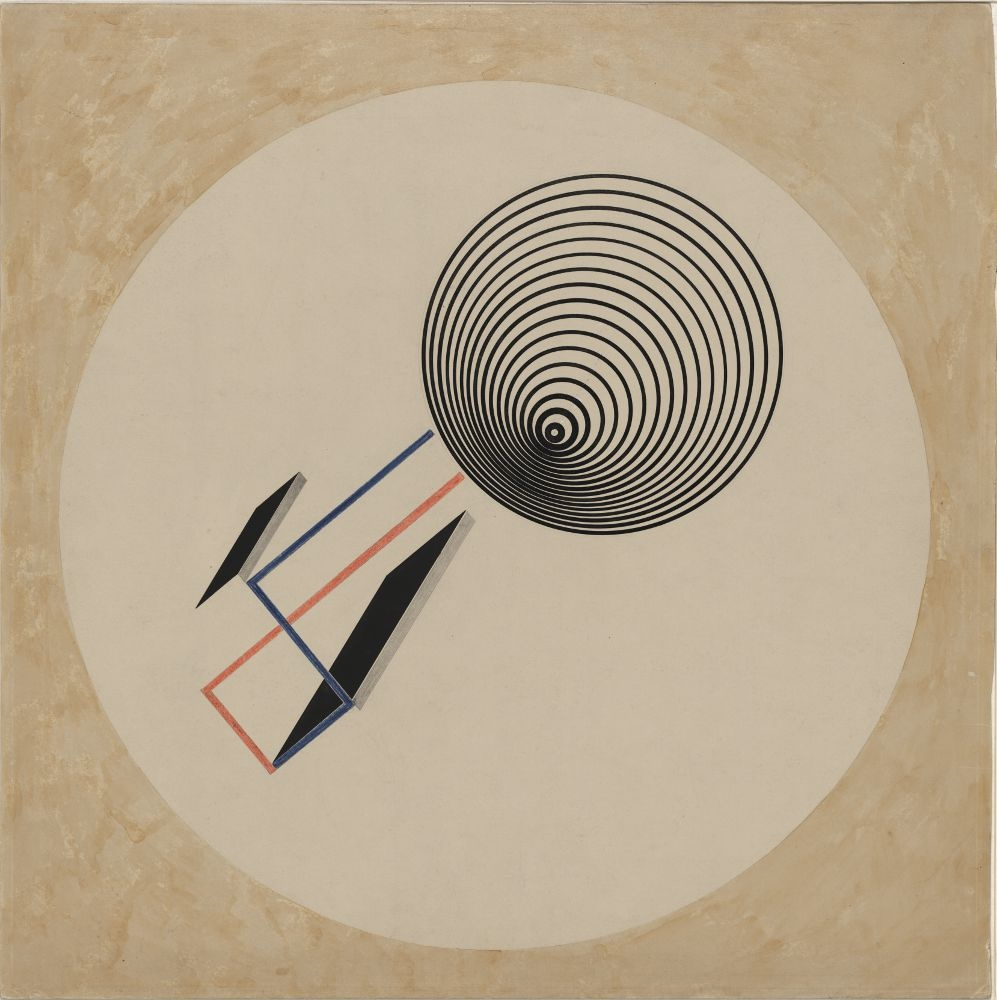
El Lissitzky: Proun 93 (Konischer) (ca. 1923)

Die grafische Sammlung des Kunstmuseums Moritzburg Halle (Saale) war anfänglich stark an der Malerei und Plastik angelehnt, indem sie den Entstehungsprozess eines Kunstwerkes dokumentierte und vom Museum aufbewahrt bzw. gesammelt wurde. Dieser Aspekt ist auch am Sammlungsbestand nachzuvollziehen, finden sich doch auffällig viele Vorzeichnungen, Entwürfe und Studien, die ein in der Moritzburg (einst) vorhandenes Objekt zeigen, beispielsweise Entwürfe der Tierschicksale von Franz Marc. Erst in der zweiten Hälfte des 20. Jahrhunderts begann die Emanzipation der Grafik und das Museum erweiterte seine Sammlung um zahlreiche Werke. Auch die bereits vorhandenen Grafiken, Zeichnungen etc. wurden mit neuer Aufmerksamkeit bedacht.
Die Anfänge des Sammlungsschwerpunktes zur Klassischen Moderne sind bei Max Sauerlandt zu finden, der 1908 die Museumsleitung übernahm. Auch der spätere Direktor Alois J. Schardt führte diese Ausrichtung fort, weshalb die Moritzburg deutschlandweit schon im ersten Drittel des 20. Jh. als Museum der Gegenwart bekannt wurde. Die 1930er Jahre und die Machtergreifung der NSDAP sollten für das Grafische Kabinett jedoch weitreichende Konsequenzen haben, denn bei der Aktion Entartete Kunst 1937 verlor es u. a. mehr als 120 grafische Arbeiten der Moderne.
Die jüngsten Neuerwerbungen des Grafischen Kabinetts (2013) sind zwei Zeichnungen von Gustav Klimt, die er zur Vorbereitung seines Porträts von Marie Henneberg (1901/02), das in der halleschen Sammlung einen zentralen Platz einnimmt, angefertigt hat.

## Sammlung
Die bedeutendsten Bestände der Grafischen Sammlung in der Moritzburg stellen wohl die Flugblattsammlung (über 1.000 Blätter), eine Sammlung von Stadtansichten der Merian-Brüder, eine Porträtstichsammlung und eine 800 Blatt umfassende Ornamentstichsammlung des Rokoko und Klassizismus dar. Herausragende Einzelblätter von Caspar David Friedrich, Ludwig Richter, Carl Spitzweg u. a. dokumentieren zudem die Kunst des 19. Jhs. ausgesprochen umfassend – auch wenn das Grafische Kabinett nicht auf einen lückenlosen Gang durch die Epochen der Kunstgeschichte aus ist. Für Halle von regionaler Bedeutung sind die Arbeiten des halleschen Malers Carl Adolf Senff. Weit über 400 Zeichnungen haben sich von ihm erhalten. Auch ein Konvolut von Kostümstudien des halleschen Universitätszeichenlehrers Adam Weise zählen zum Sammlungsbestand. Dass in der Moritzburg verstärkt Arbeiten von Künstlern und Künstlerinnen gesammelt werden, die einen persönlichen Bezug zu Halle hatten, lässt sich anhand dieser Beispiele gut veranschaulichen.

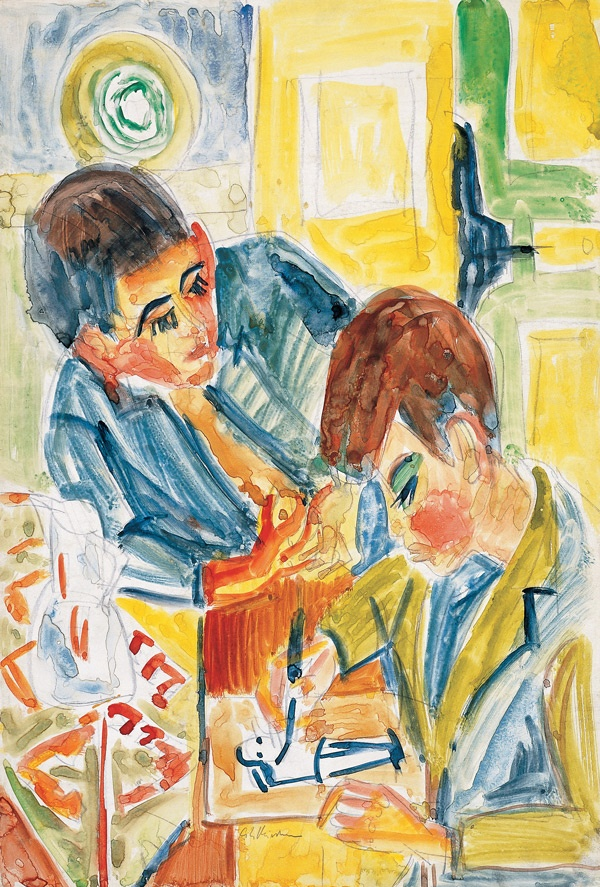
Ernst Ludwig Kirchner: Zeichnende Knaben (ca. 1919–1921)

Das zentrale Sammlungsinteresse des Grafischen Kabinetts liegt bei der Kunst der ersten Hälfte des 20. Jhs.: Handzeichnungen, Aquarelle und Druckgrafiken der „Brücke“, des „Blauen Reiters“ und der „Blauen Vier“ sind in der Sammlung vertreten. 90 Blätter Lyonel Feiningers und über 40 Arbeiten des russischen Konstruktivisten El Lissitzky zeichnen den Hallenser Bestand weiterhin aus.
Einen weiteren Schwerpunkt der Sammlung bilden die Facetten sozialkritisch engagierter Kunst (Käthe Kollwitz, Otto Dix, Karl Völker, Oskar Nerlinger etc.) sowie Werke der Zeit nach 1950, die vor allem aus den Kunstzentren der DDR – Dresden, Berlin, Leipzig, Chemnitz und natürlich Halle – stammen.
Eine eigene Gruppe Bildhauerzeichnungen sind ein weiteres spezielles Sammelgebiet.

## Online-Präsenz der Sammlung
2012 begann das Kunstmuseum Moritzburg Halle (Saale) mit einem Projekt, das die umfassende Digitalisierung der Museumsobjekte zum Ziel hat. Schrittweise werden die Informationen zu den Museumsbeständen aus Inventarbüchern, Karteikarten und veralteten Datenbanken in eine professionelle Objektverwaltungssoftware (Museum plus) übertragen. Dieses Konzept dient vor allem einer vereinfachten Organisation interner Arbeitsabläufe und Inventarisierungspraxis. Begonnen hat die Moritzburg mit dem für das Museum repräsentativen Bestand zur Klassischen Moderne (1900–1937). Bis Ende 2014 sollen insgesamt ca. 9.000 Objekte aus den Sammlungen der Gemälde, Plastik, Grafik, Fotografie, Kunstmedaillen und Münzen sowie Kunsthandwerk und Design digitalisiert werden.
Doch nicht nur die interne Arbeit wird mit diesem Projekt modernisiert und erleichtert, sondern auch die Öffentlichkeit erhält über die Online-Datenbank museum-digital Zugang zu ausgewählten Beständen, um im Depot lagernde Schätze kennenzulernen oder zu wissenschaftlichen Themen zu recherchieren. Momentan (Stand: Dezember 2013) können insgesamt 2.037 Objekte bei museum-digital eingesehen werden – davon stammen 64 Objekte aus der Grafischen Sammlung.  Vor allem Arbeiten der Künstler El Lissitzky, Otto Mueller und Franz Marc sind bisher online zugänglich. Die fortlaufende Anlage weiterer Datensätze wird für die Grafische Sammlung ein wichtiger Bestandteil ihrer zukünftigen Arbeit sein.

## Sonstiges

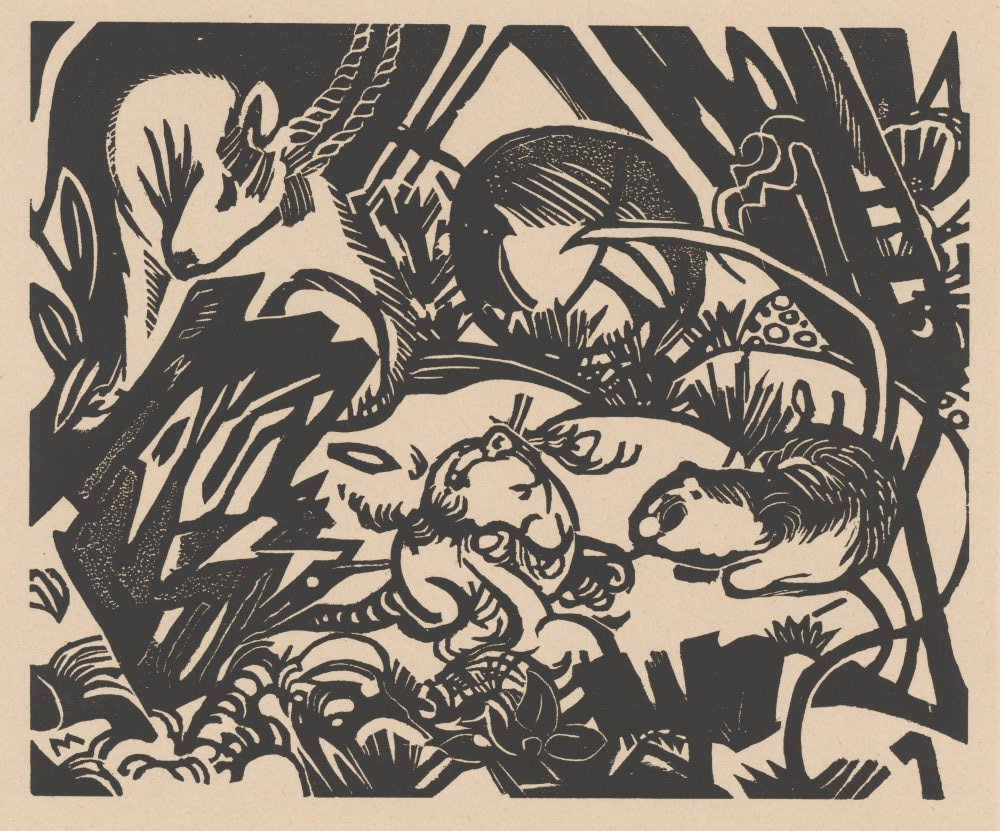
Franz Marc: Aus der Tierlegende (1912)

Auch viele Jahre nach dem Ende des Zweiten Weltkriegs ist in zahlreichen Fällen die Herkunft von Kunstwerken noch immer fragwürdig – handelt es sich auch bei Museumsobjekten um Raubkunst der Nationalsozialisten oder um Arbeiten, die von Sammlern jüdischen Glaubens für Spottpreise erpresst wurden? Dieser Frage wurde lange Zeit in den deutschen Museen zu wenig nachgegangen. Erst in den letzten Jahren tritt sie – vor allem durch zahlreiche Skandale der jüngsten Vergangenheit ausgelöst – wieder in das öffentliche Interesse. Seit Mai 2011 werden an der Moritzburg daher systematisch die Erwerbungen der Jahre 1933–1949 untersucht, um ihre Provenienz zu klären. Ziel ist es, herauszufinden, ob sich unter den Museumserwerbungen Werke befinden, die den oben beschriebenen Erwerbungskontext aufweisen. Gemälde, Handzeichnungen und Druckgrafiken stehen dabei im Mittelpunkt der Untersuchungen.

## Ausstellungen
Trotz der im November 2013 begonnenen Umbaumaßnahmen in der Moritzburg können Besucher im Museum auch einige grafische Arbeiten aus den Beständen der Sammlung sehen – zumeist im Zusammenhang mit thematischen Bestandspräsentationen. Aus konservatorischen Gründen und Raummangel beschränkt sich deren Anzahl jedoch auf eine geringe Zahl.